# Триво Вујић
Триво Вујић, (Растока 27. фебруар 1942 — Дервента, 30. јун 1992) био је пуковник Војске Републике Српске. Погинуо је током Операције Коридор-92 као командант 327. моторизоване бригаде.

## Биографија
Послије основне школе завршио је подофицирску школу Југословенске народне армије, смјер оклопне јединице, 1951. године. Војну академију копнене војске, такође смјер оклопне јединице, завршио је 1967, а Генералштабну школу копнене војске 1980. године. У ЈНА је службовао у гарнизонима Врхника и Суботица. Почетак ратних сукоба у СФРЈ затекао га је у гарнизону Бања Лука, у чину пуковника, на дужности команданта Центра за обуку возача борбених возила. У Војсци Републике Српске је био од 15. маја 1992. Погинуо је као командант моторизоване бригаде, водећи своје борце приликом извођења борбених дејстава за ослобађање Дервенте 30. јуна 1992. у рејону Рабића. Спомен плоча која је била постављена у близни погибије пуковника Вујића на Рабићу, је измештена и сада се налази у кругу касарне "Здравко Челар" у Дервенти.

## Одликовања
У ЈНА је одликован: 
- Орденом за војне заслуге са сребрним мачевима,
- Орденом народне армије са сребрном звијездом и
- Орденом заслуга за народ са сребрном звијездом.

У ВРС је одликован: 
- Орденом Немањића, постхумно.